# Вайнцирль, Маркус
Маркус Вайнцирль (нем. Markus Weinzierl; род. 28 декабря 1974, Штраубинг) — немецкий футболист и тренер.

## Карьера игрока
Начал заниматься футболом в клубе «Штраубинг», в своём родном городе.
С 1995 по 1999 год выступал за вторую команду «Баварии» в региональной лиге «Юг», а за основную — только в товарищеских матчах. Завершил карьеру из-за травмы колена.

## Карьера тренера

### «Ян» (Регенсбург)
Завершил карьеру игрока и начал карьеру тренера в клубе «Ян». В сезоне 2011/12 клуб под его руководством занял 3-е место в 3-й лиге и получил право бороться за выход в следующий дивизион в стыковых матчах. Первый матч против «Карлсруэ» прошёл на поле «Яна» и завершился вничью со счётом 1:1. Ответная игра, состоявшаяся 14 мая, завершилась со счётом 2:2. Таким образом, «Ян» вышел во 2-ю Бундеслигу благодаря большему числу голов, забитых на чужом поле.

### «Аугсбург»
Летом 2012 года стал главным тренером «Аугсбурга», выступающего в Бундеслиге. В сезоне 2012/13 команда боролась за выживание. В итоге сохранить прописку в Бундеслиге удалось. «Фюггеры» заняли 15-е место, набрав 33 очка (отрыв от зоны стыковых матчей составлял всего 2 очка). В сезоне 2013/14 команда набрала 52 очка и заняла 8-е место. От попадания в зону еврокубков «Аугсбург» отделило всего 1 очко. В сезоне 2014/15 «Аугсбург» занял 5-е место с 49 очками и вышел в Лигу Европы. В Лиге Европы 2015/16 немецкий клуб попал в группу L, где также играли испанский «Атлетик», сербский «Партизан» и нидерландский АЗ. С 9-ю очками «Аугсбург» занял 2-е место в группе и вышел в плей-офф. В 1/16 финала по сумме двух встреч уступили английскому «Ливерпулю» (0:0 дома, 0:1 в гостях). В сезоне 2015/16 клуб занял 12-е место, набрав 38 очков.

### «Шальке 04»
В начале июня 2016 года стал главным тренером «Шальке 04». Контракт был рассчитан до 30 июня 2019 года. В сезоне 2016/17 команда заняла 10-е место в чемпионате, набрав 43 очка. В Лиге Европы попали в одну группу (группа I) с российским «Краснодаром», австрийским «Зальцбургом» и французской «Ниццой». Вышли в плей-офф. В 1/16 финала прошли греческий ПАОК. В 1/8 финала прошли мёнхенгладбахскую «Боруссию». В четвертьфинале уступили нидерландскому «Аяксу». 9 июня 2017 года покинул свой пост.

### «Штутгарт»
9 октября 2018 года стал главным тренером «Штутгарта». После 7 туров клуб занимал последнее, 18-е, место в чемпионате. 20 апреля 2019 года был уволен. После 30-ти туров клуб занимал 16-е место в чемпионате.

### Возвращение в «Аугсбург»
В апреле 2021 года второй раз в карьере возглавил «Аугсбург». Команда заняла 14-е место в Бундеслиге. По окончании сезона покинул клуб.

### «Нюрнберг»
В октябре 2022 года возглавил «Нюрнберг», выступающий во 2-й Бундеслиге. Команда провела 11 игр в чемпионате (3 победы, 3 ничьи, 5 поражений). В феврале 2023 года был уволен.

## Достижения

### В качестве тренера
«Ян»
- Победа в плей-офф за право выхода во 2-ю Бундеслигу (1): 2011/12.

## Тренерская статистика
Данные откорректированы по состоянию на 12 января 2023 года
| Ян (Регенсбург) | 24 ноября 2008 | 30 июня 2012    | 143 | 52  | 47  | 44  | 36 |
| Аугсбург        | 1 июля 2012    | 30 июня 2016    | 154 | 56  | 32  | 66  | 36 |
| Шальке 04       | 1 июля 2016    | 30 июня 2017    | 50  | 21  | 13  | 16  | 42 |
| Штутгарт        | 9 октября 2018 | 20 апреля 2019  | 23  | 4   | 4   | 15  | 17 |
| Аугсбург        | 26 апреля 2021 | 30 июня 2022    | 38  | 12  | 8   | 18  | 31 |
| Нюрнберг        | 4 октября 2022 | 20 февраля 2023 | 13  | 5   | 3   | 5   | 38 |
| Итого           | Итого          | Итого           | 421 | 150 | 107 | 164 | 35 |